# Аліатт II
Аліатт (дав.-гр. ᾽Αλλυάττης), Аліатт Другий — цар Лідії з династії Мермнадів, правив з 610 р. до н. е. по 560 р. до н. е..
Перші роки свого правління воював із іонійськими греками. Захопив і зруйнував Смірну, кілька років тримав в облозі Клазомени і Мілет, але врешті-решт уклав з мілетським тираном Фрасибулом мир. За ефеського володаря Піфагора видав заміж доньку. Карія поквапилася визнати лідійську зверхність.
Остаточно підкорив кімерійців, які мешкали в глибині Анатолії, але одразу після цього був втягнутий у конфлікт з Мідією. Для вирішального бою супротивники у 585 року до н. е. зустрілися на річці Галіс, проте несподіване для мідійців сонячне затемнення змусило їх якнайшвидше укласти з Лідією мир. Галіс став кордоном між двома державами, а друга донька Аліатта була віддана заміж за мідійського царевича Астіага.
Помер Аліатт у Сардах. Похованій за 11 км від міста, у величезному кургані.
За свідченням Георгія Агріколи Аліатт володів золотими копальнями поблизу покинутого міста між Атарнеєю і Пергамом.